# Reflexividad (teoría social)

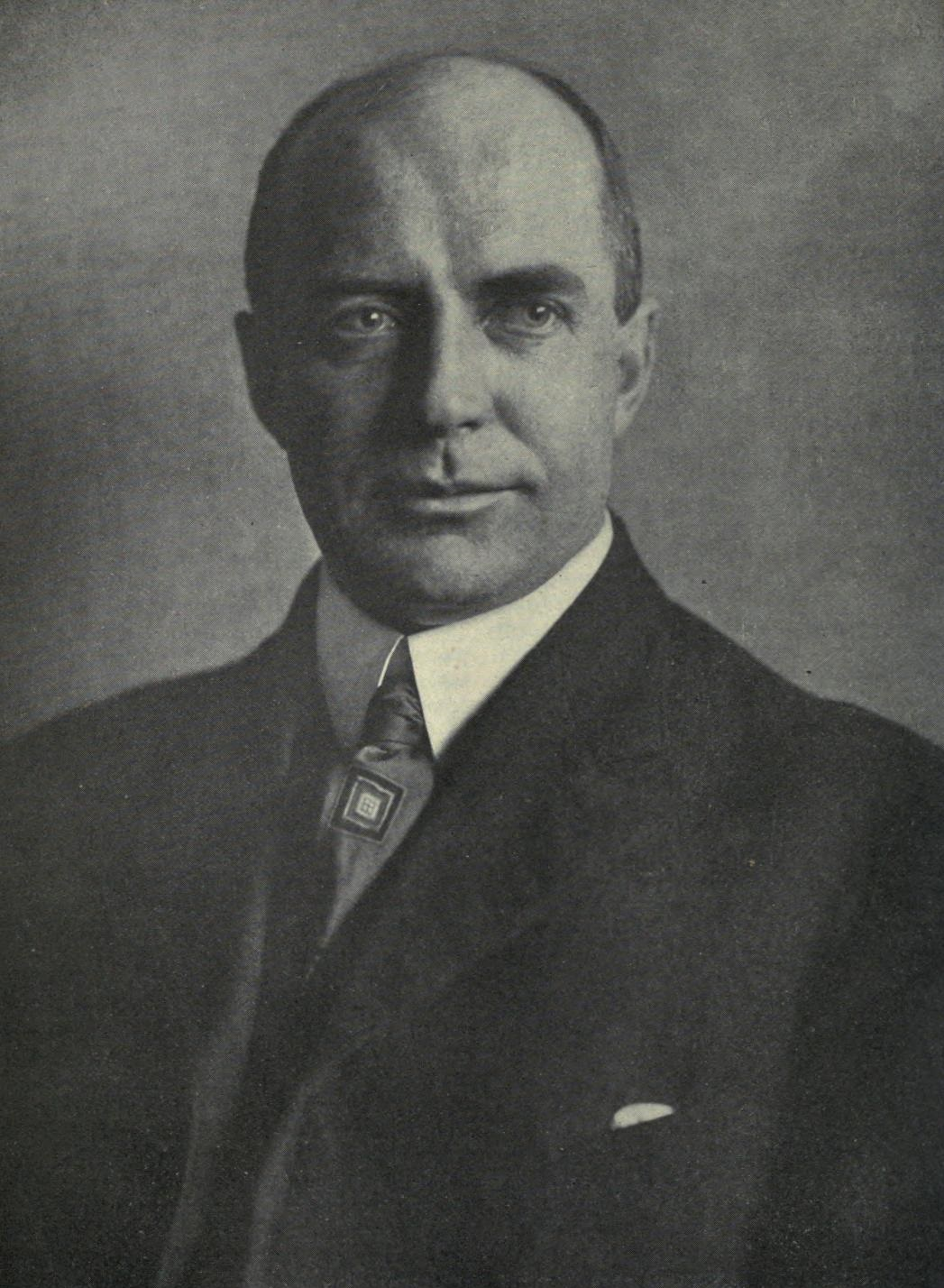
William Isaac Thomas

En epistemología, y más específicamente, en la sociología del conocimiento, la reflexividad se refiere a las relaciones circulares entre la causa y el efecto, especialmente incrustadas en las estructuras de las creencias humanas. Una relación reflexiva es bidireccional con la causa y el efecto que afectan el uno al otro en una relación en la que no puede asignarse solo como causa o efecto.  

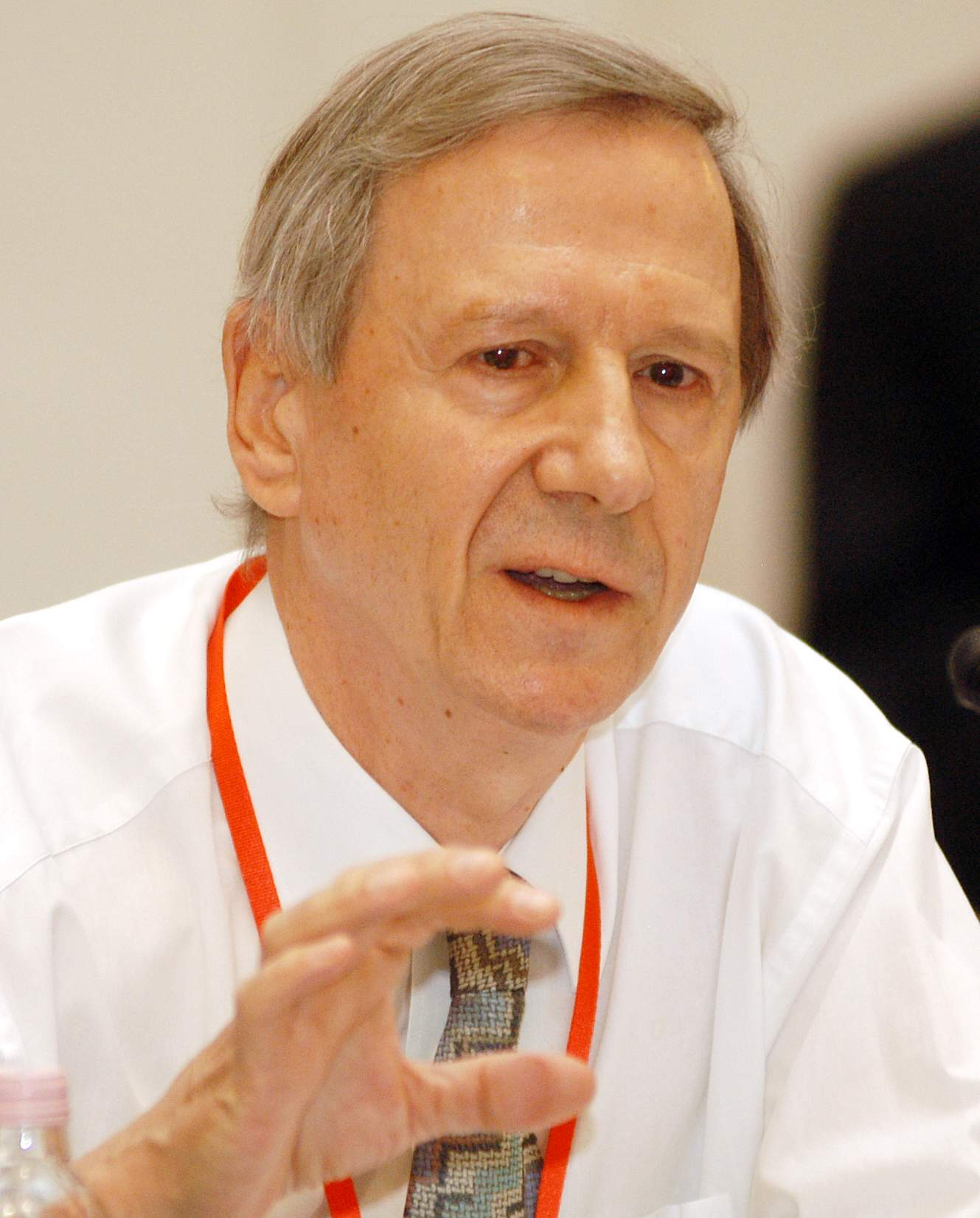
Anthony Giddens. 2004

## Planteamientos
Dentro de la sociología de manera más amplia, el campo de la reflexividad significa un acto de autorreferencia en el que el examen o la acción "retrocede", se refiere y afecta a la entidad que instiga la acción o el examen. Comúnmente se refiere a la capacidad de un agente para reconocer las fuerzas de la socialización y alterar su lugar en la estructura social. Un bajo nivel de reflexividad daría como resultado un individuo conformado en gran medida por su entorno (o "sociedad"). Un individuo que define sus propias normas, gustos, política, deseos, etc. definiría un alto nivel de reflexividad social. Esto es similar a la noción de autonomía. (Ver también: Estructura y agencia y Movilidad social.) 

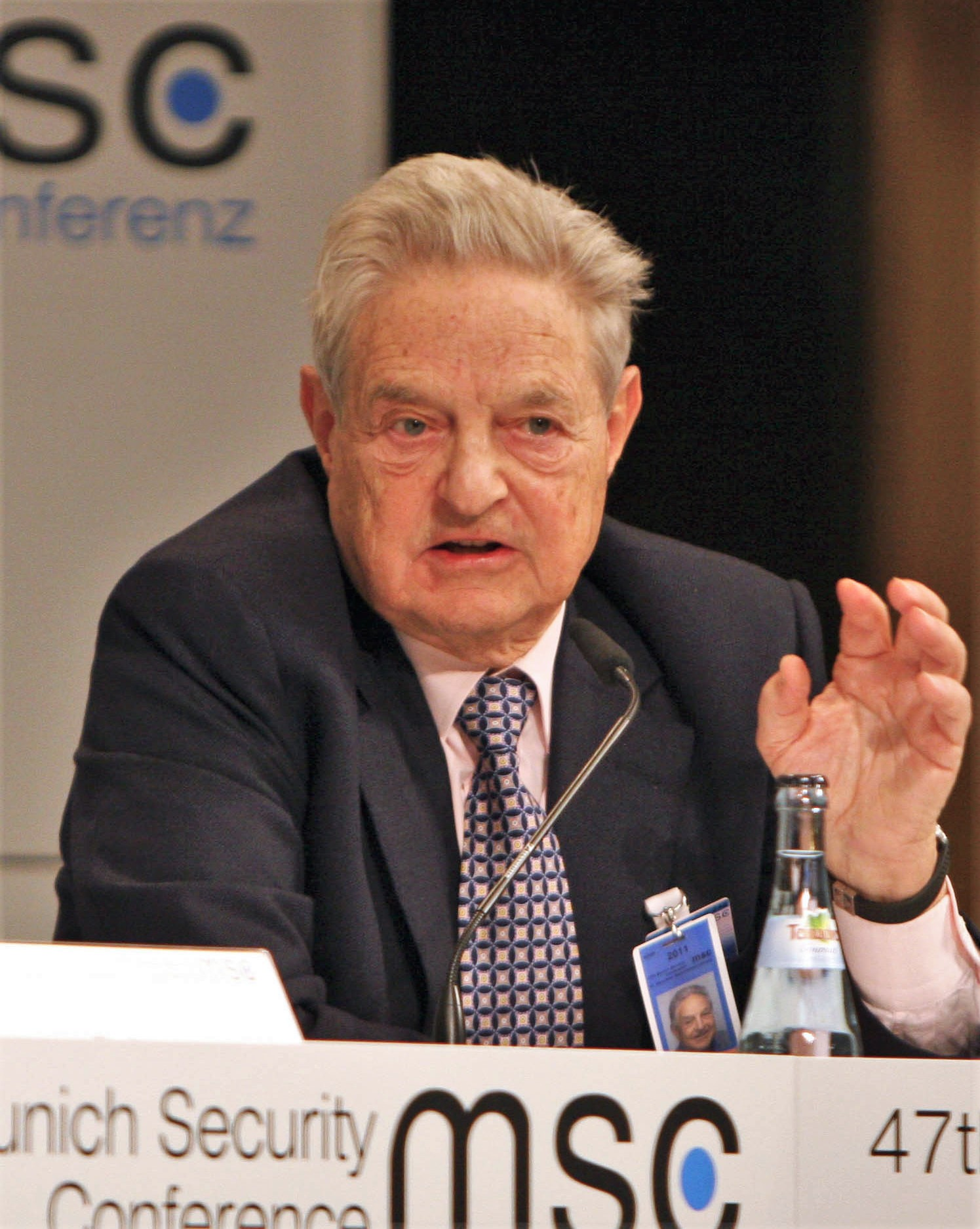
George Soros. 2011

Dentro de la economía, la reflexividad se refiere al efecto autorrefuerzo del sentimiento del mercado, por el cual el aumento de los precios atrae a compradores cuyas acciones impulsan los precios aún más altos hasta que el proceso se vuelve insostenible. Esta es una instancia de un ciclo de retroalimentación positiva. El mismo proceso puede operar en reversa conduciendo a un colapso catastrófico en los precios.
En la teoría social, la reflexividad puede ocurrir cuando las teorías en una disciplina deben aplicarse con igual fuerza a la disciplina misma, por ejemplo en el caso de que las teorías de construcción del conocimiento en el campo de la sociología del conocimiento científico se apliquen igualmente a la construcción del conocimiento por sociología de la ciencia los profesionales del conocimiento, o cuando el tema de una disciplina debe aplicarse igualmente a los profesionales individuales de esa disciplina, por ejemplo, cuando la teoría psicológica debe explicar los procesos psicológicos mentales de los psicólogos. 
En términos más generales, se considera que la reflexividad ocurre cuando las observaciones o acciones de los observadores en el sistema social afectan las mismas situaciones que están observando, o la teoría formulada se disemina y afecta el comportamiento de los individuos o sistemas que la teoría pretende objetivamente modelado. Así, por ejemplo, un antropólogo que vive en una aldea aislada puede afectar la aldea y el comportamiento de sus ciudadanos en estudio. Las observaciones no son independientes de la participación del observador. La reflexividad es, por lo tanto, una cuestión metodológica en las ciencias sociales análoga al efecto observador. 
En un proceso autoreflexivo general: cualquier campo particular de investigación ocupado con aspectos de los procesos de conocimiento en general (ej. , la historia de la ciencia, la ciencia cognitiva, la sociología de la ciencia, la psicología de la percepción, la semiótica, la lógica, la neurociencia) pueden reflexionar sobre otros campos semejantes, cediendo a una reflexión general mejorada sobre las condiciones para crear conocimiento.
La reflexividad incluye tanto un proceso subjetivo de indagación sobre la autoconciencia como el estudio del comportamiento social con referencia a las teorías sobre las relaciones sociales.

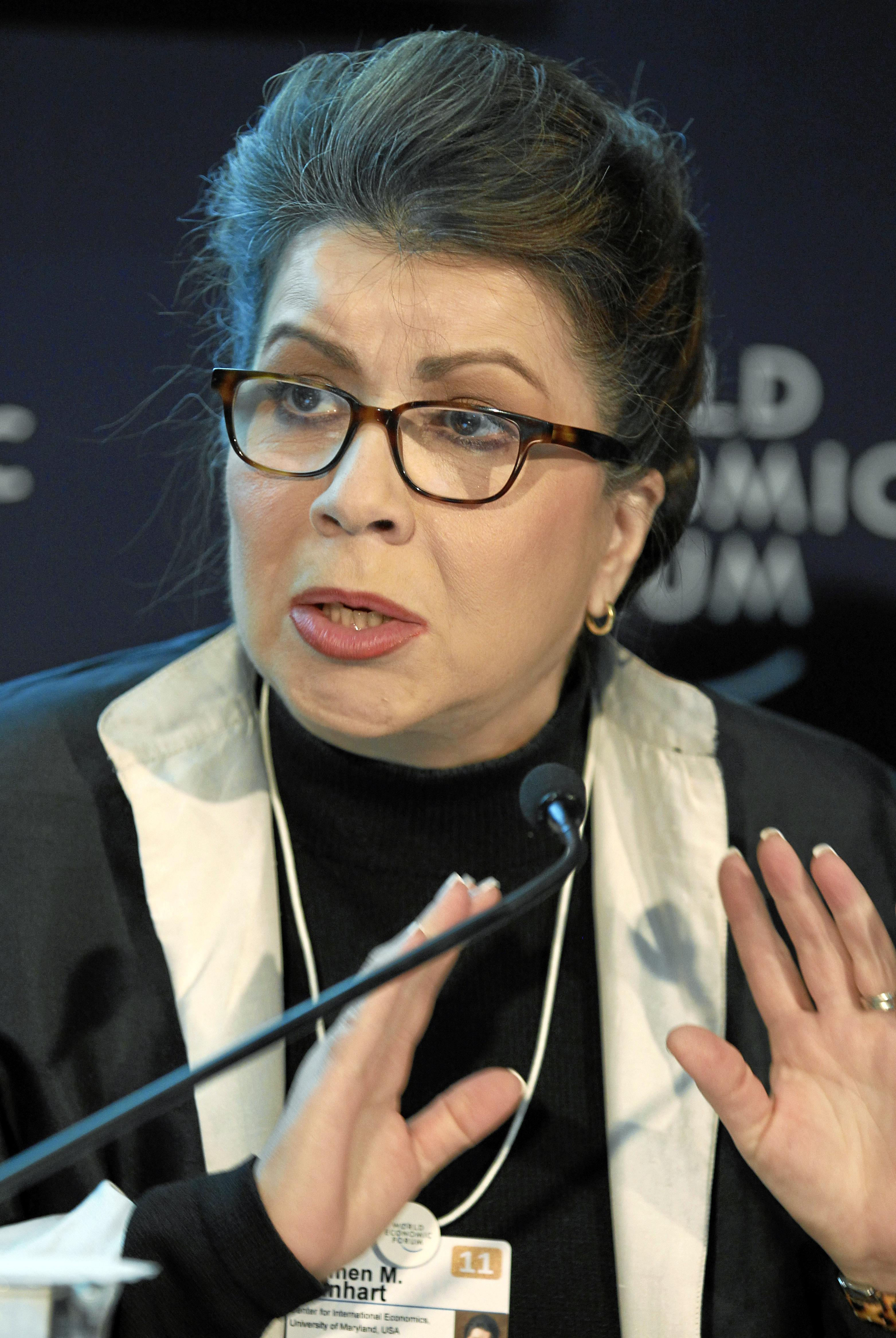
Carmen M. Reinhart - World Economic Forum Annual Meeting 2011. Colabora con el Instituto para el Nuevo Pensamiento Económico

## Historia

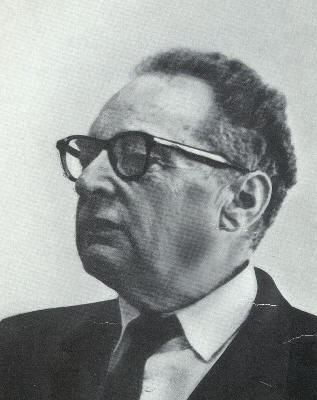
Roman Jakobson

El principio de la reflexividad fue tal vez enunciado primero por los sociólogos William I. Thomas y Dorothy Swaine Thomas, en su libro The Child in America, de 1928: "Si los hombres definen las situaciones como reales, son reales en sus consecuencias". La teoría más tarde se llamó el teorema de Thomas: que dice que 'las situaciones que los hombres definen como verdaderas, se vuelven verdaderas para ellos'.
El sociólogo Robert K. Merton (1948, 1949) se basó en el principio de Thomas para definir la noción de una profecía autocumplida: una vez que se hace una predicción o una profecía, los actores pueden acomodar sus comportamientos y acciones para que una afirmación falsa se vuelva verdadera o, por el contrario, una afirmación que habría sido verdadera se convierta en falsa, como consecuencia de la predicción o profecía que se hace. La profecía tiene un impacto constitutivo en el resultado, cambiando el resultado de lo que de otro modo hubiera sucedido.
La reflexividad fue tomada como un problema en la ciencia en general por Karl Popper (1957), quien la llamó el "efecto edípico", y de forma más exhaustiva por Ernest Nagel (1961). La reflexividad presenta un problema para la ciencia porque si una predicción puede conducir a cambios en el sistema con respecto a los cuales se hace la predicción, se hace difícil evaluar hipótesis científicas comparando las predicciones que implican con los eventos que realmente ocurren. El problema es aún más difícil en las ciencias sociales.
La reflexividad ha sido retomada como el tema de la "predicción reflexiva" en la ciencia económica por Grunberg y Modigliani (1954) y Herbert A. Simon (1954), y se ha debatido como un tema importante en relación con la crítica de Lucas, y se ha planteado como una cuestión metodológica en la ciencia económica que surge del tema de la reflexividad en la literatura de la sociología del conocimiento científico (SSK).
La reflexividad ha surgido como un problema y una solución en los enfoques modernos del problema de la estructura y la agencia, por ejemplo en el trabajo de Anthony Giddens en su teoría de la estructuración y de Pierre Bourdieu en su estructuralismo genético.
Giddens, por ejemplo, notó que la reflexividad constitutiva es posible en cualquier sistema social, y que esto presenta un problema metodológico distinto para las ciencias sociales. Giddens acentuó este tema con su noción de "modernidad reflexiva": el argumento de que, con el tiempo, la sociedad se está volviendo cada vez más consciente de sí misma, reflexiva y por lo tanto más reflexiva.
Bourdieu argumentó que el científico social está inherentemente cargado de prejuicios, y solo al tomar conciencia reflexiva de esos sesgos pueden los científicos sociales liberarse de ellos y aspirar a la práctica de una ciencia objetiva. Para Bourdieu, por lo tanto, la reflexividad es parte de la solución, no del problema.
Se puede decir que El orden de las cosas de Michel Foucault toca el tema de la Reflexividad. Foucault examina la historia del pensamiento occidental desde el Renacimiento y sostiene que cada época histórica (identifica 3, mientras que propone una cuarta) tiene una episteme, o "un a priori histórico", que estructura y organiza el conocimiento. Foucault argumenta que el concepto de hombre surgió a principios del siglo XIX, lo que él llama la "Era del Hombre", con la filosofía de Immanuel Kant. Termina el libro presentando el problema de la edad del hombre y nuestra búsqueda del conocimiento, donde "el hombre conoce el sujeto y es el objeto de su propio estudio"; por lo tanto, Foucault argumenta que las ciencias sociales, lejos de ser objetivas, producen la verdad en sus propios discursos mutuamente excluyentes.

## En economía
El filósofo económico George Soros, influenciado por las ideas presentadas por su tutor, Karl Popper (1957), ha sido un promotor activo de la relevancia de la reflexividad para la economía, primero proponiéndolo públicamente en su libro de 1987 La alquimia de las finanzas. Considera que sus ideas sobre el comportamiento del mercado aplican el principio como un factor importante en el éxito de su carrera financiera.
La reflexividad es inconsistente con la teoría del equilibrio general, que estipula que los mercados se mueven hacia el equilibrio y que las fluctuaciones no equilibradas son meramente ruido aleatorio que pronto sería corregido. En la teoría del equilibrio, los precios a largo plazo en equilibrio reflejan los fundamentos económicos subyacentes, que no se ven afectados por los precios. La reflexividad afirma que los precios influyen de hecho en los fundamentos y que estos conjuntos de principios mutuamente influidos cambian las expectativas, lo que influye en los precios; el proceso continúa en un patrón de autorrefuerzo. Debido a que el patrón se autorrefuerza, los mercados tienden hacia el desequilibrio. 
Tarde o temprano llegan a un punto en que el sentimiento se invierte y las expectativas negativas se autorrefuerzan en dirección descendente, explicando así el patrón familiar de ciclos de auge y declive. Un ejemplo que Soros cita es la naturaleza procíclica de los préstamos, es decir, la disposición de los bancos a aliviar los estándares de préstamos para préstamos inmobiliarios cuando los precios están subiendo, y luego elevar los estándares cuando los precios inmobiliarios están cayendo, lo que refuerza el ciclo de auge y caída. Sugiere además que la inflación del precio de la propiedad es esencialmente un fenómeno reflexivo: los precios de la vivienda están influenciados por las sumas que los bancos están dispuestos a adelantar para su compra, y estas sumas están determinadas por la estimación de los precios que exigiría la propiedad.
Soros a menudo ha afirmado que su comprensión del principio de reflexividad es lo que le ha dado su "ventaja" y que es el principal factor que contribuye a sus éxitos como comerciante. Durante varias décadas hubo pocas señales de que el principio fuera aceptado en los círculos económicos dominantes, pero ha habido un aumento en el interés después de la crisis de 2008, con publicaciones académicas, y economistas e inversionistas discutiendo sus teorías.
El economista y excolumnista del Financial Times, Anatole Kaletsky, argumentó que según el concepto de reflexividad de Soros, "los mercados financieros pueden crear expectativas inexactas y luego cambiar la realidad para que esté de acuerdo con ellos. Esto es lo opuesto al proceso descrito en los libros de texto y construido en modelos económicos, que siempre suponen que las expectativas financieras se adaptan a la realidad, no al revés". La política del gobierno chino de cambiar gradualmente a un tipo de cambio basado en el mercado revela que China puede comprender mejor las "interacciones reflexivas entre las finanzas, la economía real y el gobierno" que los "devotos occidentales del libre capitalismo de mercados." Kaletsky advirtió contra cometer los mismos errores que los cometidos en 2008 cuando las expectativas financieras basadas en la reflexividad, interactuaron con errores políticos, convirtiendo problemas económicos modestos en grandes catástrofes, primero en los EE. UU. y luego en el eurozona".
En 2009, Soros financió el lanzamiento del Instituto para el Nuevo Pensamiento Económico con la esperanza de que se centraría en el desarrollo de la reflexividad. El Instituto trabaja con varios tipos de Economía heterodoxa, particularmente la Escuela Post-Keynesiana.

## En sociología
Margaret Archer ha escrito extensamente sobre la reflexividad. Para ella, la reflexividad humana es un mecanismo de mediación entre las propiedades estructurales, o el contexto social del individuo, y la acción, o las preocupaciones fundamentales del individuo. La actividad reflexiva, según Archer, toma cada vez más el lugar de la acción habitual en la modernidad tardía, ya que las formas rutinarias resultan ineficaces para enfrentar la complejidad de las trayectorias de la vida moderna.
Mientras que Archer enfatiza el aspecto de la reflexividad como agente, las orientaciones reflexivas pueden verse a sí mismas como integradas social y temporalmente. Por ejemplo, Elster señala que la reflexividad no se puede entender sin tener en cuenta el hecho de que se basa en configuraciones de fondo (por ejemplo, significados compartidos, así como el compromiso social pasado y las experiencias vividas del mundo social) para ser operativo.

## En antropología
En antropología, la reflexividad ha llegado a tener dos significados distintos, uno que se refiere a la conciencia del investigador de un enfoque analítico en su relación con el campo de estudio, y el otro que atiende a las formas en que las prácticas culturales implican conciencia y comentarios sobre sí mismos.
El primer sentido de reflexividad en antropología es parte de la autocrítica más general de las ciencias sociales a raíz de las teorías de Michel Foucault y otros sobre la relación del poder y la producción de conocimiento. La reflexividad sobre el proceso de investigación se convirtió en una parte importante de la crítica de las raíces coloniales y los métodos científicos de la antropología en el movimiento "escribiendo culturas" asociado con James Clifford y George Marcus, así como con muchos otros antropólogos. Enraizado en la crítica literaria y el análisis filosófico de la relación del antropólogo, las representaciones de las personas en los textos y las personas representadas, este enfoque ha cambiado fundamentalmente los enfoques éticos y metodológicos en la antropología. Al igual que con las críticas feministas y anticoloniales que proporcionan algo de inspiración antropológica reflexiva, la comprensión reflexiva del poder académico y político de las representaciones, el análisis del proceso de "escritura de la cultura" se ha convertido en una parte necesaria para comprender la situación del etnógrafo en el trabajo de campo. La objetivación de las personas y las culturas y el análisis de ellas solo como objetos de estudio ha sido rechazada en gran parte a favor de desarrollar enfoques más colaborativos que respeten los valores y las metas de las personas locales. 
Sin embargo, muchos antropólogos han acusado al enfoque de "escribir culturas" de enturbiar los aspectos científicos de la antropología con demasiada introspección sobre las relaciones del trabajo de campo, y la antropología reflexiva ha sido fuertemente atacada por más antropólogos positivistas. En la antropología continúa el considerable debate sobre el papel del posmodernismo y la reflexividad, pero la mayoría de los antropólogos aceptan el valor de la perspectiva crítica y generalmente solo discuten sobre la relevancia de los modelos críticos que parecen alejar a la antropología de sus focos básicos anteriores.
El segundo tipo de reflexividad estudiada por los antropólogos implica variedades de autorreferencia en las que las personas y las prácticas culturales llaman la atención sobre ellos mismos. Un origen importante de este enfoque es Roman Jakobson en sus estudios sobre la deixis y la función poética en el lenguaje, pero el trabajo de Mikhail Bakhtin sobre el carnaval también ha sido importante. Dentro de la antropología, Gregory Bateson desarrolló ideas sobre los metamensajes (subtexto) como parte de la comunicación, mientras que los estudios de Clifford Geertz sobre eventos rituales como la pelea de gallos balineses apuntan a su papel como focos de reflexión pública sobre el orden social. Los estudios del juego y los embaucadores expandieron aún más las ideas sobre las prácticas culturales reflexivas. La reflexividad ha sido explorada más intensamente en estudios de rendimiento, eventos públicos, rituales, y formas lingüísticas, pero se puede ver en cualquier momento en que actos, cosas o personas son detenidas y comentadas o de otro modo, separadas para su consideración. En la investigación de las prácticas culturales, la reflexividad juega un papel importante, pero debido a su complejidad y sutileza, a menudo no es suficientemente investigada o involucra análisis altamente especializados.
Un uso del estudio de la reflexividad está relacionado con la autenticidad. Las tradiciones culturales a menudo se perpetúan como ideales estables por parte de actores no creativos. La innovación puede o no cambiar la tradición, pero como la reflexividad es intrínseca a muchas actividades culturales, la reflexividad es parte de la tradición y no es falsa. El estudio de la reflexividad muestra que las personas tienen autoconocimiento y creatividad en la cultura. Pueden jugar, comentar, debatir, modificar y objetivar la cultura manipulando muchas características diferentes de maneras reconocidas. Esto lleva a la metacultura de las convenciones sobre la gestión y la reflexión sobre la cultura.

## La reflexividad y la naturaleza de las ciencias sociales
Flanagan ha argumentado que la reflexividad complica los tres roles tradicionales que normalmente desempeña una ciencia clásica: explicación, predicción y control. El hecho de que los individuos y las colectividades sociales sean capaces de la autoinvestigación y adaptación es una característica clave de los sistemas sociales del mundo real, diferenciando las ciencias sociales de las ciencias físicas. La reflexividad, por lo tanto, plantea problemas reales con respecto a la medida en que las ciencias sociales pueden ser vistas como ciencias "duras" análogas a la física clásica, y plantea interrogantes sobre la naturaleza de las ciencias sociales.

## Métodos para la práctica de la reflexividad
Existe una nueva generación de académicos que han ido más allá de la discusión (meta)teórica para desarrollar métodos concretos para implementar la reflexividad. Es decir, estos académicos se han planteado la pregunta de «cómo» podemos "practicar" la reflexividad para que pase de ser un proceso informal a una práctica formalizada del proceso investigador. Si bein la mayoría de estos trabajos se centran en cómo hacer del investigador una persona más reflexiva en relación con la propia posicionalidad y el contexto que lo determina, otros han buscado construir métodos de reflexividad aplicables a otros procesos de producción de conocimiento, por ejemplo el uso del lenguaje. Esta línea ha sido desarrollada por la académica Audrey Alejandro en una trilogía de métodos reflexivos. Más concretamente, el primer artículo de la trilogía desarrolla lo que denomina Análisis del Discurso Reflexivo (RDA, por sus siglas en inglés), una metodología crítica para la práctica de la reflexividad que integra herramientas de la teoría del discurso. El segundo artículo amplía este conjunto de técnicas para practicar la reflexividad proponiendo un método en tres fases para la problematización de las categorías lingüísticas que usamos. Finalmente, el tercer artículo de la trilogía añade una técnica más, la Revisión Reflexiva. Este método propone cuatro pasos para complementar con una dimensión lingüística y reflexiva la práctica académica de la revisión de literatura.